# Satre
Satre (in etrusco 𐌔𐌀𐌕𐌓𐌄, Satre) era una divinità etrusca. Compare nel Fegato di Piacenza.
Il nome potrebbe derivare dal latino Sāturnus oppure essere una divinità autoctona.